# Sava Petrovič
Sava Petrovič (* 1839, Šabac, Serbia -1889, Belgrado) fue un botánico y médico serbio.
En 1873 fue médico del Rey en Milán. Hizo estudios de la flora de Serbia (Herbario Roth.).
En su honor la ONG Sociedad Biológica "Dr Sava Petrovič", Naisus, lleva su nombre
- La abreviatura «Petrovič» se emplea para indicar a Sava Petrovič como autoridad en la descripción y clasificación científica de los vegetales.[2]